# Urocolius
Urocolius är ett fågelsläkte i familjen musfåglar inom ordningen med samma namn. Släktet omfattar två arter som förekommer i Afrika söder om Sahara:
- Blånackad musfågel (U. macrourus)
- Rödtyglad musfågel (U. indicus)